# Liste der Baudenkmale in Kettenkamp
In der Liste der Baudenkmale in Kettenkamp sind alle Baudenkmale der niedersächsischen Gemeinde Kettenkamp aufgelistet. Die Quelle der Baudenkmale ist der Denkmalatlas Niedersachsen. Der Stand der Liste ist der 7. September 2022.
Der Denkmalatlas ist in diesem Bereich noch nicht vollständig und wird in Zukunft weiter ausgebaut. 

## Allgemein
In den Spalten befinden sich folgende Informationen:
- Lage: die Adresse des Baudenkmales und die geographischen Koordinaten. Kartenansicht, um Koordinaten zu setzen. In der Kartenansicht sind Baudenkmale ohne Koordinaten mit einem roten Marker dargestellt und können in der Karte gesetzt werden. Baudenkmale ohne Bild sind mit einem blauen Marker gekennzeichnet, Baudenkmale mit Bild mit einem grünen Marker.
- Bezeichnung: Bezeichnung des Baudenkmales
- Beschreibung: die Beschreibung des Baudenkmales. Unter § 3 Abs. 2 NDSchG werden Einzeldenkmale und unter § 3 Abs. 3 NDSchG Gruppen baulicher Anlagen und deren Bestandteile ausgewiesen.
- ID: die Objekt-ID des Baudenkmales
- Bild: ein Bild des Baudenkmales, ggf. zusätzlich mit einem Link zu weiteren Fotos des Baudenkmals im Medienarchiv Wikimedia Commons. Wenn man auf das Kamerasymbol klickt, können Fotos zu Baudenkmalen aus dieser Liste hochgeladen werden:

| Lage                                             | Bezeichnung                              | Beschreibung | ID       | Bild |
| ------------------------------------------------ | ---------------------------------------- | --- | -------- | ---- |
| Am Ehrenmal 1 52° 35′ 35″ N, 7° 49′ 53″ O        | Hof Kottmann (Heuerhaus)                 | Giebelständig zu einem kleinen Stichweg gelegener Zweiständerbau, Fachwerk mit Ziegelausmauerung, teils Lehmstakung, Kammerfach mit Aufsprung, beide Ständerreihen mit Kopfbändern erhalten, Satteldach, errichtet 2. Hälfte 18. Jh. Der weit vorkragende Steilgiebel wohl ursprünglich mit Steckwalm ausgebildet. | 45712299 | BW   |
| Am Tremsenbrink 4 52° 34′ 39″ N, 7° 50′ 13″ O    | Hof Kottmann (Wohn-/ Wirtschaftsgebäude) | Traufständiger Zweiständerbau, Fachwerk mit Ziegelausmauerung, teils Lehmstakung, Kammerfach mit Aufsprung, Satteldach, errichtet wohl 1885. Wirtschaftsgiebel dreimal, Wohngiebel zweimal vorkragend, teils über profilierten Knaggen. Ständer mit verdicktem Kopf, geschwungene Kopfbänder. | 45712616 | BW   |
| Ankumer Straße 2 52° 35′ 23″ N, 7° 50′ 8″ O      | Wegekapelle                              | Westlich der Hauptstraße gelegene Wegekapelle mit Pieta, Ziegelbau mit Werksteingliederung, Satteldach, Ortgang mit Kugelbekrönung und Kreuz, errichtet 1926 (i). | 45712712 | BW   |
| Ankumer Straße 12 52° 34′ 59″ N, 7° 50′ 21″ O    | Wegekapelle                              | Westlich der Hauptstraße gelegene Wegekapelle, Fachwerkbau über Bruchsteinsockel, Kreuzigungsgruppe, Satteldach, errichtet wohl 2. Hälfte 19. Jh. | 45712831 | BW   |
| Bruchstraße 52° 36′ 28″ N, 7° 49′ 22″ O          | Kruzifix                                 | Unmittelbar nördlich der Bahnlinie und östlich der Hauptstraße gelegene, eingefriedete Anlage mit Kruzifix über Bruchsteinsockel, errichtet 1935. Inschrift: GOTT SOHN/ ERLÖSER DER WELT/ ERBARME DICH UNSER/ 1935. | 45712910 | BW   |
| Burenstraße 3 52° 34′ 52″ N, 7° 50′ 11″ O        | Hof Behre (Wohn-/ Wirtschaftsgebäude)    | Giebelständiger Zweiständerbau, Fachwerk mit Ziegelausmauerung, teils Lehmstakung, Kammerfach mit Aufprung, rechts Ständerreihe mit Kopfbändern, Satteldach, errichtet 1770 (i). Wirtschaftsgiebel dreimal vorkragend. Traufseitig und Wohngiebel teils mit vorgesetztem Ziegelmauerwerk. | 36208682 | BW   |
| Hauptstraße 52° 35′ 27″ N, 7° 49′ 58″ O          | Gefallenendenkmal                        | Nördlich der Hauptstraße gelegenes Denkmal für Gefallenen im Ersten und Zweiten Weltkrieg, Naturstein, Postament mit Metallplatte mit sterbendem Soldaten, Schaft mit Inschrift RUHET/ IHR HELDEN/ DIE/ IHR DEN TOD/ FÜRS VATERLAND/ GELITTEN./ 1914–1918/ 1939–45, Dekor, u.a. Eichenblatt, gekreuzte Schwerter mit Stahlhelm und Eisernem Kreuz als Bekrönung, errichtet wohl nach 1918, unter Beteiligung von Künstler H. Jasinski (Quakenbrück). Nach dem Zweiten Weltkrieg u.a. mit gestuftem Betonsockel und weiterer Inschrift ergänzt. | 45712292 | BW   |
| Holstener Straße 13 52° 34′ 56″ N, 7° 50′ 4″ O   | Wassermühle zu Kettenkamp                | Östlich des Eggermühlenbaches gelegene Mühle, Fachwerk mit Ziegelausfachung über Bruchsteinsockel, Walmdach, errichtet 1850. 1965 erneuert und 1986 an altem Standort abgebaut. 1988 an heutiger Stelle wieder errichtet. Von der ursprünglichen Mühlentechnik mit zwei Mahlgänge keine Fragmente erhalten. Das unterschlächtige Mühlenrad erneuert. | 45722734 |      |
| Kleiner Merschdamm 8 52° 35′ 39″ N, 7° 50′ 21″ O | Hof Dopheide (Heuerhaus)                 | Traufständig zu einem kleinen Stichweg gelegener Zweiständerbau, Fachwerk mit Ziegelausmauerung, Satteldach, errichtet wohl ursprünglich um 1700. 1906 (i) teils umgebaut und erneuert. Beide Giebel dreimal vorkragend. Ständer und Ständerreihen erhalten und teils mit geschwungenen Kopfbändern. Der Flettdielengrundriss erhalten. | 45713594 | BW   |